# Calafell
Calafell – gmina w Hiszpanii, w prowincji Tarragona, w Katalonii, o powierzchni 20,18 km². W 2011 roku gmina liczyła 24 672 mieszkańców.